# علاقات زوجتي (فلم)
علاقات زوجتي (بالإنجليزية:My Wife's Relations) هو فيلم كوميدي صامت أنتج في سنة 1922 تأليف وإخراج باستر كيتون وإدوارد إف كلاين وبطولة كيتون.

## طاقم التمثيل
- باستر كيتون
- مونتي كولينز
- ويزير ديل
- هاري ماديسون
- كيت برايس
- جو روبرتس
- توم ويلسون

## وصلات خارجية
- علاقات زوجتي على موقع IMDb (الإنجليزية)
- علاقات زوجتي على موقع قاعدة بيانات الأفلام العربية
- علاقات زوجتي على موقع ألو سيني (الفرنسية)
- علاقات زوجتي على موقع أول موفي (الإنجليزية)
- علاقات زوجتي على موقع قاعدة بيانات الفيلم (الإنجليزية)
- علاقات زوجتي على موقع ليتربوكسد (الإنجليزية)
- علاقات زوجتي على موقع كينوبويسك (الروسية)
- الفيلم القصير My Wife's Relations متوفر للتحميل من موقع أرشيف الإنترنت [المزيد]